# Val-d'Oise
Le Val-d'Oise (/val d‿waz/) est un département français appartenant à la région Île-de-France, créé en 1968 à la suite du démembrement du département de Seine-et-Oise. Il constitue la partie nord de l'agglomération parisienne. Il est un des départements de la grande couronne du Bassin parisien.
Il se caractérise par son territoire contrasté regroupant, notamment dans ses deux parcs naturels régionaux, un patrimoine touristique et naturel certain d'une part et, d'autre part, des zones fortement urbanisées, le premier aéroport d'Europe continentale (Paris-Charles-de-Gaulle), des pôles d'activité économique dynamiques au rayonnement national et international (dont neuf pôles de compétitivité).
Il tire son nom de l'Oise, affluent majeur de la Seine qui le traverse après avoir pris sa source en Belgique et parcouru le nord-est de la France. La ville de Pontoise est le chef-lieu du département, mais la préfecture se situe dans la ville voisine de Cergy, et pas au chef-lieu, ce qui constitue un cas unique en France métropolitaine. L'Insee et La Poste lui attribuent le code 95.

## Histoire administrative depuis 1964
- 1964 (loi du 10 juillet) : la création du département du Val-d'Oise est décidée, ses limites sont fixées (partie nord de l'ancien département de Seine-et-Oise, la totalité de l'arrondissement de Montmorency, la presque totalité de l'arrondissement de Pontoise et une petite partie de l'arrondissement de Mantes-la-Jolie)
- 1965 (décret du 25 février) : le chef-lieu du département est la ville de Pontoise
- 1966 (décret du 2 juin) : les arrondissements sont délimités (création de l'arrondissement d'Argenteuil, quelques modifications des limites de l'arrondissement de Pontoise)
- 1967 (décret du 20 juillet) : création des 27 cantons du Val-d'Oise
- 1967 (décret du 19 septembre) : l'entrée en vigueur complète de la loi du 10 juillet 1964 est fixée au 1er janvier 1968
- 1968 (1er janvier) : création officielle du département du Val-d'Oise et entrée en fonction du conseil général élu en 1967
- 1970 : ouverture de la préfecture de Cergy (bien que Pontoise reste formellement le chef-lieu du département)
- 1976 (décret du 22 janvier) : le nombre de cantons est porté à 35
- 1985 (décret du 31 janvier) : le nombre de cantons est porté à 39
- 2000 (décret du 3 mars) : le chef-lieu de l'arrondissement de Montmorency est transféré à Sarcelles. L'administration sous-préfectorale est restée à Montmorency pendant quatre ans, jusqu'à son déménagement en avril 2004.
- 2008 : disparition du poste de sous-préfet de Pontoise, fusionné avec celui de secrétaire général de la préfecture du Val-d’Oise, suivant le modèle des autres départements de métropole.

## Emblèmes

### Blason
| Blason | Blasonnement : « De gueules à la cotice en barre ondée d’argent accompagnée en chef d'un alérion d'or et en pointe d’une croisette ancrée du même, à la bordure cousue d'azur chargée de dix fleurs de lys aussi d'or. » |

## Géographie
Le Val-d'Oise fait partie de la région Île-de-France. Il est limitrophe des départements de l'Oise au nord, de Seine-et-Marne à l'est, de la Seine-Saint-Denis, des Hauts-de-Seine, des Yvelines au sud et de l'Eure à l'ouest.
L'est est formé par l'essentiel de la plaine de France. Ce territoire essentiellement rural présente un aspect particulièrement contrasté, voyant cohabiter de la grande culture céréalière et des villages au nord avec un paysage assez préservé, des cités populaires défavorisées au sud, et l'aéroport de Paris-Charles-de-Gaulle, dont l'emprise au sol s'étend aussi sur les départements de Seine-et-Marne et de la Seine-Saint-Denis.
Le sud du Val-d'Oise est constitué de la vallée de Montmorency et d'une partie de la vallée de la Seine. Le centre et le sud-est du département sont très urbanisés et sont assimilés à l'agglomération parisienne. L'ouest, formé d'une partie du Vexin français, est resté largement rural. Le département possède par ailleurs 21 300 hectares de bois et forêts, soit 21 % de son territoire, les principales étant les forêts de Montmorency, de L'Isle-Adam et de Carnelle.
Le chef-lieu du département est Pontoise, tandis que Cergy abrite physiquement la préfecture. Les deux villes, très liées au sein de l'agglomération nouvelle de Cergy-Pontoise, font partie d'un seul et même arrondissement, celui de Pontoise. Les deux villes ainsi que leur agglomération commune occupent par ailleurs une position centrale au niveau du département sur son axe ouest-est, le plus long, faisant office de seuil entre le Vexin français rural à l'ouest et la plaine de France sensiblement plus urbanisée à l'est, l'Oise et sa vallée marquant sa frontière géographique réelle.
Les sous-préfectures du département sont situées dans les villes d'Argenteuil, la plus peuplée du département, et de Sarcelles (anciennement à Montmorency).
Une sous-préfecture préexistait à Pontoise avant la création du département (l’arrondissement de Pontoise était l’un des arrondissements de l’ancien département de Seine-et-Oise). De façon unique en France métropolitaine, les fonctions de sous-préfet de l’arrondissement chef-lieu du Val-d’Oise n’étaient donc pas assurées par le secrétaire général de la préfecture du département, mais par un sous-préfet de Pontoise. Le poste de sous-préfet de Pontoise a toutefois été supprimé en 2008, le bâtiment administratif de Pontoise conservant le nom de « sous-préfecture » ainsi que les fonctions d’accueil du public associées (cartes grises, titres de séjour, etc.). Celles-ci ont toutefois été progressivement supprimées, et l’administration du ministère de l’intérieur a quitté le bâtiment en 2016. La ville de Pontoise a donc perdu le statut de sous-préfecture, mais continue à abriter des bâtiments administratifs des organes déconcentrés de l’État, ainsi que les résidences officielles des membres du corps préfectoral en fonction à la préfecture de Cergy.
Outre les villes mentionnées ci-dessus, le département compte aussi d'autres villes de plus de 25 000 habitants comme, par population décroissante, Garges-lès-Gonesse, Franconville, Goussainville, Ermont, Bezons, Villiers-le-Bel, Taverny, Gonesse, Herblay-sur-Seine, Sannois et Eaubonne.

Paysage du Val-d'Oise :
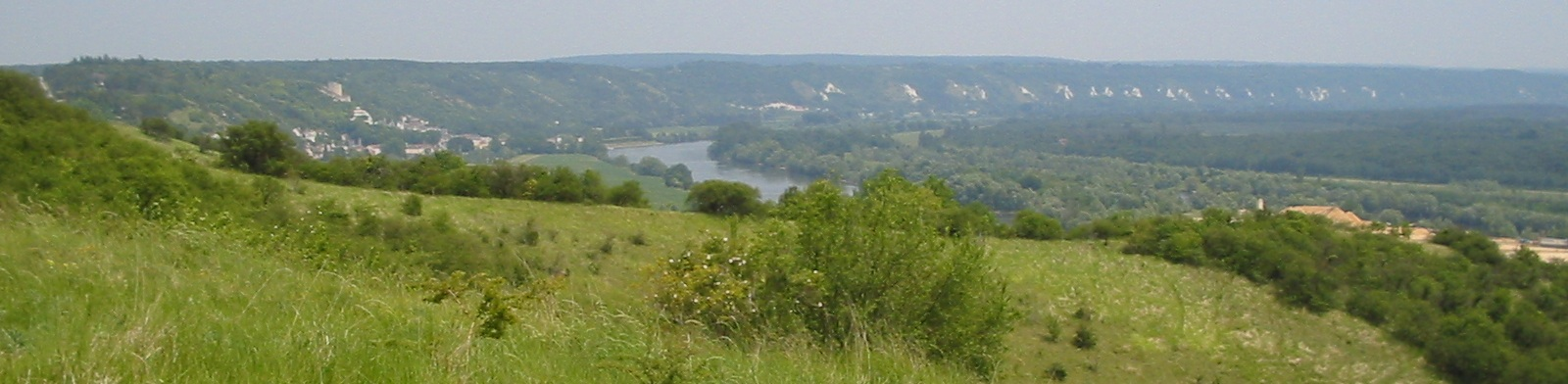
La Roche-Guyon et vallée de la Seine.

### Transports et communications
Le département dispose d'un bon réseau de communication, formé de plusieurs lignes de chemin de fer, d'importantes voies de desserte routière, de la présence d'un fleuve (la Seine) et d'une rivière (l'Oise), ainsi que du premier aéroport international français.
Le réseau routier est constitué de deux grands axes radiaux : l'A1 à l'est et l'A15 à l'ouest. La première dessert l'aéroport de Paris-Charles-de-Gaulle, la seconde la vallée de Montmorency et l'agglomération de Cergy-Pontoise ; elle se prolonge en direction de Rouen par la route nationale 14, aménagée en voie express dans le département. Les routes départementales D301, D316 et D317 constituent d'importants axes dans cette plaine de France. Tous sont reliés par la Francilienne, voie express régionale de rocade située à une trentaine de kilomètres du centre de Paris.
Les voies ferrées constituent plusieurs axes radiaux vers et depuis Paris, mais à l'exception de la ligne Pontoise-Creil par la vallée de l'Oise, le réseau ne dispose pas de relations transversales. La relation majeure départementale Cergy-Pontoise - Roissy-CDG nécessite un changement à Paris et se révèle peu concurrentielle face à l'automobile, même si la liaison par autocar express 95-18 relie désormais directement le centre de Cergy-Pontoise aux terminaux de l'aéroport Roissy-CDG.
Le Val d'Oise dispose de l'aéroport international Paris Roissy Charles-de-Gaulle (CDG), premier aéroport d'Europe continentale pour le nombre des passagers accueillis, ainsi que des aéroports d'affaires de Paris Le Bourget (LBG), premier aéroport d'affaires en Europe pour le trafic des passagers, et de Pontoise-Cormeilles (POX), qui dessert l'agglomération de Cergy-Pontoise.
Le trafic fluvial se développe sur la Seine et sur l'Oise, ouvrant le département vers les ports de Rouen et du Havre (via la Seine) et d'Europe du Nord (via l'Oise). Un nouveau port fluvial accueillant un trafic de conteneurs, est en cours d'aménagement au nord du territoire du Val d'Oise, à Bruyères-sur-Oise.

### Hydrographie

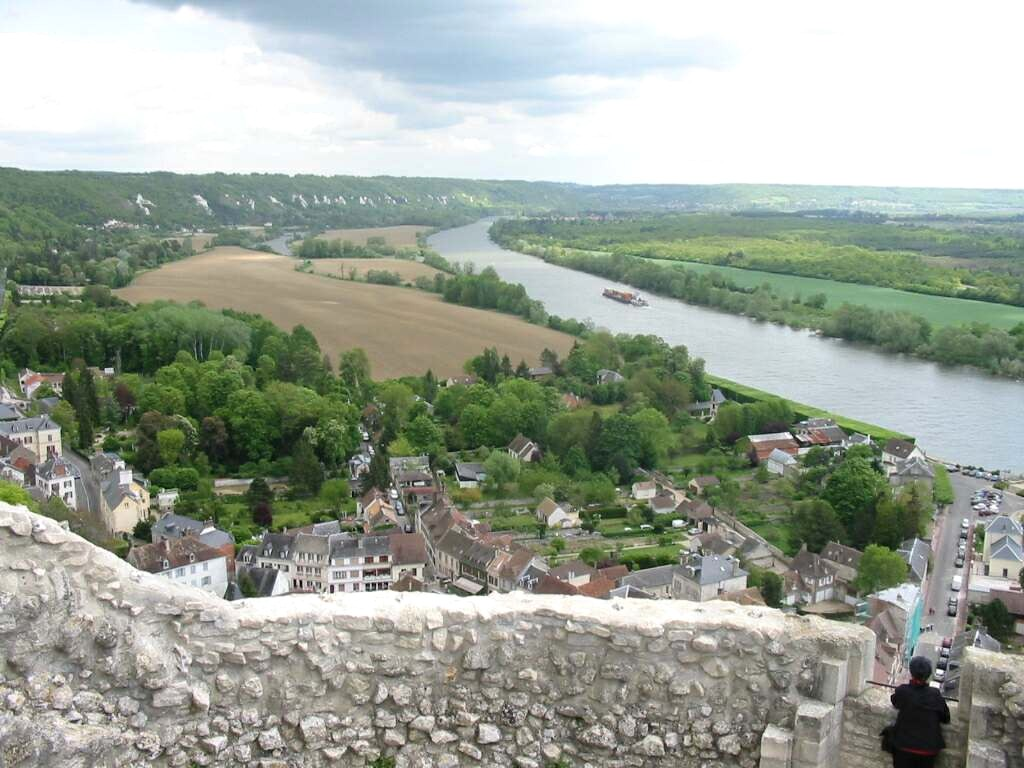
La Seine à La Roche-Guyon. Le fleuve longe l'escarpement formé de falaises de craie marquant la limite méridionale du plateau du Vexin français avant d'atteindre la Normandie.

Le Val-d'Oise est traversé par l'Oise selon un axe nord-est/sud-ouest. La rivière, qui prend sa source en Belgique, atteint son confluent avec la Seine peu après avoir quitté le département, à Conflans-Sainte-Honorine. La boucle de l'Oise à Cergy constitue l'axe d'urbanisation de l'agglomération de Cergy-Pontoise ; son centre est occupé par des étangs d'une surface totale de cent-cinquante hectares, aménagés sous forme de base de loisirs.
Le cours de la Seine borde le département au sud à Argenteuil et Bezons, puis au sud-ouest à La Frette-sur-Seine et Herblay, puis de nouveau à son extrémité ouest, à Vétheuil, Haute-Isle et La Roche-Guyon avant d'atteindre la Normandie.
Le Val-d'Oise est traversé par plusieurs autres rivières de moindre importance : l'Epte, le principal, forme sa frontière historique avec la Normandie à l'ouest, la Viosne, les deux Aubette (Aubette de Meulan et Aubette de Magny) le Sausseron et l'Esches occupent des dépressions du Vexin français, tandis que la Thève, l'Ysieux, le Petit Rosne et le Croult forment de petits cours d'eau en plaine de France. La vallée de Montmorency au sud, en dépit de son nom, n'est traversée par aucun cours d'eau d'importance, seuls quelques ruisseaux comme le ru Corbon la traversent, pour l'essentiel canalisés, pour alimenter le lac d'Enghien, d'une superficie de quarante-quatre hectares.

### Climat
Le climat du Val-d'Oise est caractéristique de celui de l'Île-de-France, de type océanique dégradé, c'est-à-dire légèrement altéré par des apparitions ponctuelles d'influences continentales, et caractérisé par une certaine modération. L'appartenance du sud du département à l'agglomération parisienne provoque une très légère élévation de la température d'un ou deux degrés en fonction des conditions climatiques par rapport aux zones rurales d'Île-de-France. Cet écart est particulièrement notable au lever du jour par temps calme et anticyclonique, et la situation a tendance à s'accentuer au fil des années.
La température moyenne annuelle est de 12 °C, le mois le plus le froid est janvier avec +4 °C ; les mois les plus chauds sont juillet et août avec +19 °C (moyenne journalière). Le nombre moyen de jours où la température dépasse 25 °C est de 40, dont 8 au-delà de 30 °C. Le département connaît en moyenne 115 jours de précipitations par an (pluies supérieures ou égales à 1 mm), avec une moyenne annuelle variant de 625 à 718 mm. Dans le sud du Val-d'Oise, depuis 1955, la durée moyenne annuelle d'ensoleillement est de 1 719 heures.

## Démographie
Les habitants du Val-d'Oise sont les Val-d'Oisiens.

En 2022, le département comptait 1 270 845 habitants, en évolution de +4 % par rapport à 2016 (France hors Mayotte : +2,11 %).
| 1881    | 1886    | 1891    | 1896    | 1901    | 1906    | 1911    | 1921    | 1926    |
| ------- | ------- | ------- | ------- | ------- | ------- | ------- | ------- | ------- |
| 134 859 | 143 028 | 143 387 | 154 118 | 164 962 | 178 444 | 196 599 | 227 220 | 283 256 |

| 1931    | 1936    | 1946    | 1954    | 1962    | 1968    | 1975    | 1982    | 1990      |
| ------- | ------- | ------- | ------- | ------- | ------- | ------- | ------- | --------- |
| 353 374 | 350 487 | 344 744 | 412 658 | 546 253 | 693 269 | 840 885 | 920 598 | 1 049 598 |

| 1999      | 2006      | 2011      | 2016      | 2021      | 2022      | - | - | - |
| --------- | --------- | --------- | --------- | --------- | --------- | - | - | - |
| 1 105 464 | 1 157 052 | 1 180 365 | 1 221 923 | 1 256 607 | 1 270 845 | - | - | - |

### Communes les plus peuplées
| Nom                   | Code Insee | Intercommunalité                  | Superficie (km2) | Population (dernière pop. légale) | Densité (hab./km2) | Modifier                                    |
| --------------------- | ---------- | --------------------------------- | ---------------- | --------------------------------- | ------------------ | ------------------------------------------- |
| Argenteuil            | 95018      | Métropole du Grand Paris          | 17,22            | 107 135 (2022)                    | 6 222              | modifier les données · modifier les données |
| Cergy                 | 95127      | CA de Cergy-Pontoise              | 11,65            | 69 578 (2022)                     | 5 972              | modifier les données · modifier les données |
| Sarcelles             | 95585      | CA Roissy Pays de France          | 8,45             | 58 576 (2022)                     | 6 932              | modifier les données · modifier les données |
| Garges-lès-Gonesse    | 95268      | CA Roissy Pays de France          | 5,47             | 42 388 (2022)                     | 7 749              | modifier les données · modifier les données |
| Franconville          | 95252      | CA Val Parisis                    | 6,19             | 38 024 (2022)                     | 6 143              | modifier les données · modifier les données |
| Bezons                | 95063      | CA Saint Germain Boucles de Seine | 4,16             | 34 314 (2022)                     | 8 249              | modifier les données · modifier les données |
| Herblay-sur-Seine     | 95306      | CA Val Parisis                    | 12,74            | 31 818 (2022)                     | 2 497              | modifier les données · modifier les données |
| Pontoise              | 95500      | CA de Cergy-Pontoise              | 7,15             | 31 623 (2022)                     | 4 423              | modifier les données · modifier les données |
| Goussainville         | 95280      | CA Roissy Pays de France          | 11,52            | 30 952 (2022)                     | 2 687              | modifier les données · modifier les données |
| Villiers-le-Bel       | 95680      | CA Roissy Pays de France          | 7,30             | 29 238 (2022)                     | 4 005              | modifier les données · modifier les données |
| Ermont                | 95219      | CA Val Parisis                    | 4,16             | 29 189 (2022)                     | 7 017              | modifier les données · modifier les données |
| Cormeilles-en-Parisis | 95176      | CA Val Parisis                    | 8,48             | 27 086 (2022)                     | 3 194              | modifier les données · modifier les données |
| Taverny               | 95607      | CA Val Parisis                    | 10,48            | 27 065 (2022)                     | 2 583              | modifier les données · modifier les données |
| Gonesse               | 95277      | CA Roissy Pays de France          | 20,09            | 26 959 (2022)                     | 1 342              | modifier les données · modifier les données |
| Sannois               | 95582      | CA Val Parisis                    | 4,78             | 26 772 (2022)                     | 5 601              | modifier les données · modifier les données |

### L'évolution démographique constatée
Entre 1999 et 2006, tous les départements d'Île-de-France gagnent des habitants, y compris la ville de Paris, qui gagne désormais à nouveau des habitants (+56 000 habitants, +0,38 %/an). Cependant, les évolutions sont différentes en fonction des départements. Les taux de croissance les plus importants sont rencontrés en Seine-Saint-Denis et dans les Hauts-de-Seine, avec respectivement +1,13 % et +1,07 % de croissance annuelle (soit +109 000 hab. et +107 000 hab. sur la période 1999-2006). Suivent la Seine-et-Marne (+0,95 %/an, +80 000 hab.), le Val-de-Marne (+0,83 %/an, +71 000 hab.) et l'Essonne (+0,81 %/an, +64 000 hab.). Le Val d'Oise et les Yvelines sont les départements de la région progressant le moins vite (hors Paris), avec respectivement +0,67 %/an (+52 000 hab.) et +0,44 %/an (+42 000 hab.). On constate donc que les départements de la petite couronne, qui semblaient s'essouffler depuis les années 1970, sont ceux qui gagnent le plus d'habitants entre 1999 et 2006, avec la Seine-et-Marne. Par contre, l'augmentation de population ralentit dans les Yvelines et le Val-d'Oise. Cependant, le Val-d'Oise a un taux de fécondité au-dessus de la moyenne française, avec 2,32 enfants par femme.

### L'évolution de l'espérance de vie en Val-d'Oise
Selon les données de l'INSEE, la progression de l'espérance de vie en Val d'Oise est sensiblement équivalente, entre 1990 et 2002, à celle constatée en ce qui concerne les moyennes nationale ou régionale.
En 2002, l'espérance de vie était en augmentation en Val-d'Oise : pour un homme, elle atteignait, en Val d'Oise, 76,4 ans, contre 82,7 ans pour une femme, pratiquement équivalente à celle de la moyenne nationale (75,8 ans et 82,9 ans respectivement).
Entre 1990 et 2002, l'espérance de vie est passée de 73 ans à 76,4 ans pour un homme, et de 81 ans à 82,7 ans pour une femme.

### Niveau de vie et sociologie
Selon l'Insee, en 2020, le niveau de vie médian des habitants du Val d'Oise (22 650€) était légèrement supérieur à la moyenne nationale (22 320€) mais inférieur à la moyenne de la région Île-de-France (24 490€). Le taux de pauvreté (17%) était supérieur à la moyenne française (14,8%) et régionale (15,5%).
Selon le rapport de l'Institut Paris Région consacré aux évolutions sociologiques de la région Île-de-France entre 2001 et 2015, le Val d'Oise se distingue du profil régional moyen par une surreprésentation des ménages modestes (2e 6e décile). ll s'agit du deuxième département d'habitation des ouvriers en Île-de-France alors que les cadres sont moins présents qu'en moyenne régionale (12% des 15 ans et plus contre 18,5% en Île-de-France). La présence des ménages ouvriers est particulièrement forte à l'est du Val d'Oise, dans les parties proches de la Seine-Saint-Denis où le logement social est très présent.
Le taux de pauvreté oscille selon les différents EPCI du département entre 5,1% dans la communauté de communes Sausseron Impressionnistes et 22,9% dans la Communauté d'agglomération Roissy Pays de France.
Certaines villes telles que Eaubonne, Ermont, Saint-Gratien, ou même Argenteuil présentent des disparité sociales conséquentes, avec à la fois des quartiers pavillonnaires calmes et recherchés mélangés à de grands ensembles du fait de l’emplacement de ses villes, toutes à 15 min des portes parisiennes.
La gare d'Ermont - Eaubonne est une des gares les plus importantes de banlieue parisienne mais connait un taux de sans abris important.

## Économie
Le Val d'Oise présente un double visage : d'une part, un espace urbanisé sur toute sa frange méridionale, depuis le secteur d'Argenteuil-Bezons, jusqu'aux communes du sud-est (Sarcelles, Gonesse, Garges-lès-Gonesse), considérés comme l'un des secteurs les plus pauvres de France avec un taux de criminalité très élevé et d'autre part, de très vastes espaces ruraux maintenus en zones de production agricole : polyculture et élevage dans le Vexin Français (couvert par un Parc naturel régional), grande agriculture à forte valeur ajoutée en Plaine de France.
Sur son territoire se trouve l'aéroport de Paris-Charles-de-Gaulle, disposant d'une gare TGV intégrée, permettant des connexions vers les principales métropoles françaises et européennes.

### Un tissu économique dense, riche et diversifié
Le tissu économique du département est composé d'une large majorité de PME-PMI. Celles-ci sont orientées, notamment, vers toute une série de secteurs d'activités à vocation technologique : fabrication mécanique et d'équipements industriels, activités numériques, électroniques, fabrications à haute valeur ajoutée… Le Val-d'Oise est ainsi au premier rang français dans le secteur de la production des robots.
L'agglomération de Cergy-Pontoise, le bassin industriel d'Argenteuil-Bezons (dit Les rives de Seine), et le secteur de Roissy-en-France (à proximité de l'aéroport) accueillent des sites de grandes entreprises et d'entreprises transnationales : 3M, Air liquide, SPIE, BP, S. C. Johnson, Dassault, Sagem, Peugeot, Thales, Thomson, Huawei, Brother, Mori Seiki, Air France Industries, Fujitsu-Siemens, Sharp, Akai, Konica, Opel, Rover, Yamaha, ACNielsen (en), Sony Mobile, Kubota, Delphi, Hispano Suiza, Pioneer… Plus de 800 sociétés à capitaux majoritairement étrangers sont installées dans le département, dont près de 150 sociétés nord-américaines, 130 sociétés britanniques, 110 sociétés allemandes, 67 sociétés japonaises (parmi les 368 entreprises nippones implantées en France), et 6 sociétés chinoises (dont les sièges européens des entreprises Huawei et Broad).
Le territoire du Val-d'Oise est concerné en outre par les périmètres de neuf Pôles de compétitivité en Île-de-France labellisés par le gouvernement, dans les domaines des « logiciels et systèmes complexes » (dit System@tic), de la santé et des biotechnologies (dit Medicen), de l'image, du multimédia et de la vie numérique (dit Cap digital), de l'aéronautique et du spatial (dit ASTech), de l'industrie financière (dit Finance Innovation), du caoutchouc et des polymères (dit Elastopole), de la ville et de la mobilité durable (dit Advancity), de la cosmétique (dit Cosmetic valley) et de la sécurité routière et la mobilité durable (dit Mov'eo).
Les pôles d'excellence sont également relayés depuis quelques années par les réseaux d'entreprises qui maillent le territoire, dans plusieurs domaines de compétences (comité mécanique, réseau « Mesure », Val-d'Oise numérique, réseau automobile Val-d'Oise-Yvelines (RAVY), Réseau Éco-Industries, Val-d'Oise SAT…).
2 500 hectares de surfaces sont actuellement affectés dans le Val-d'Oise aux zones d'activités économiques, soit plus de 2 % du territoire départemental. En outre, 21 parcs d'activités économiques accueillent chacun plus de mille salariés.
En une vingtaine d'années, le département s'est enrichi de plus de 100 000 emplois salariés nouveaux. Au cours des dix dernières années, le Val-d'Oise a été classé plusieurs fois au premier rang des départements français en ce qui concerne l'accroissement du nombre des emplois salariés. En 2003, le Val-d'Oise était ainsi le premier département d'Île-de-France pour ce qui est du taux de progression des emplois salariés du secteur privé. En outre, si la progression du nombre des emplois est plus rapide dans les secteurs d'activités économiques tertiaires, le Val-d'Oise résistait mieux que les autres départements, jusqu'en 2005, au phénomène de désindustrialisation qui affecte la région Île-de-France.
Depuis juillet 2005, le Val-d'Oise a obtenu le label Technopôle délivré par le réseau national RETIS (réseau français des technopoles, CEEI, incubateurs et pôles de compétitivité). Val d'Oise Technopole se décline en sites labellisés (Parc Saint Christophe, Parc de l'Horloge, Parc Val de France, pépinière technologique ACCET-Neuvitec 95 et Aéropole), en entreprises labellisées (120 en 2010) et en partenaires technopolitains (15). Par ailleurs le Val d'Oise compte le seul Centre Européen d'Entreprises et d'Innovation d'Île-de-France avec l'ACCET-Neuvitec 95.

### Pôles et axes économiques
Le Val d’Oise dispose de plusieurs pôles économiques :
- au cœur de la Plaine de France, et sur le territoire de la Communauté de communes de l'Ouest de la Plaine de France, la présence de l’autoroute A 16, qui permet l’accès à la Grande-Bretagne par le tunnel sous la Manche, explique l’essor actuel des zones d’activités qui jalonnent le parcours depuis la route nationale 1 entre Deuil-la-Barre, Ezanville, Domont et Montsoult, autour des centres urbains qui ont conservé leur structure et leur patrimoine historique (le Château d'Écouen par exemple, une destination touristique).
- le pôle économique du nord de la vallée de l’Oise, autour de Persan et de Beaumont-sur-Oise. L'industrie métallurgique concourt à renforcer ce secteur géographique qui offre des zones d’activités accessibles depuis l'autoroute A16, la route nationale 184 vers Cergy-Pontoise ; l'Autoroute 104 vers l’aéroport de Paris-Charles-de-Gaulle. Des pôles logistiques et de «post-production» sont présents dans le parc d’activité portuaire de Bruyères-sur-Oise.
- les rives de Seine, d’Argenteuil et Bezons à Cormeilles-en-Parisis, Herblay, La Frette-sur-Seine. Le secteur industriel d’Argenteuil et de Bezons, qui accueille un pôle universitaire, est spécialisé dans l’aéronautique, les industries métallurgiques et de haute technologie, la chimie fine et la plasturgie.
- la vallée de Montmorency est principalement un espace résidentiel recherché, mais les parcs d’activités des Communautés d’agglomération Val et Forêt et de la vallée de Montmorency présentent un tissu de PME-PMI spécialisées en haute technologie et sous-traitance en mécanique, plastique ou électronique.
- le Vexin français, qui bénéficie du label Parc naturel régional couvre près de 50 % de la superficie totale du département du Val-d'Oise. Ce territoire accueille des parcs d'activités économique intégrant des chartes de qualité environnementale.

### Cergy-Pontoise, agglomération majeure
Construite à partir de 1969 sur un territoire à peu près équivalent par sa superficie à celui de Paris, Cergy-Pontoise, la préfecture du Val-d’Oise, est devenue, en l’espace d’une génération une véritable métropole (200 000 habitants). Avec plus de 4 000 entreprises, 85 000 emplois sont disponibles sur place pour une population active sensiblement équivalente.
Située à trente kilomètres de Paris, Cergy-Pontoise bénéficie de plusieurs voies de communication : trois lignes SNCF, les lignes A et C du RER, l’A15 reliée à l’A86.
Cergy-Pontoise compte 250 000 m2 de commerces, 4 théâtres, 11 cinémas, 83 groupes scolaires, 11 lycées, 18 collèges, 1 400 chambres d’hôtels, 180 restaurants, un réseau de télécommunication à très haut débit et un aéroport d’affaires.
L’Université de Cergy-Pontoise accueille 17 000 étudiants en plus des 12 000 élèves inscrits dans les écoles supérieures de gestion et d’ingénieurs (ESSEC, ENSEA, EISTI, ITIN, les sept grandes écoles de l'Institut polytechnique Saint-Louis). Cergy-Pontoise est désormais le second pôle universitaire en Île-de-France, après Paris.

### L'orientation internationale de la zone de l'aéroport de Paris-Charles-de-Gaulle
Ce secteur géographique du Val-d’Oise bénéficie d’une situation privilégiée compte tenu de l’existence d’axes routiers importants (route nationale 16, route nationale 17, A1, Francilienne, A16), de la réalisation engagée de nouvelles liaisons rapides (bouclage au nord de l’aéroport de la Francilienne, Avenue du Parisis), et de la présence de l’Aéroport de Paris-Charles-de-Gaulle (aéroport, gare TGV, stations RER). À l’intérieur de la plate-forme aéroportuaire sont présents des programmes immobiliers représentant plus de 100 000 m2 de bureaux (Roissy-pôle), d’une pépinière d’entreprises (Aéropole) et d’un centre de promotion économique (Datagora Roissy CDG Area).
Plusieurs parcs d’activités, pour environ 1 000 hectares, situés sur les territoires des communes de Roissy-en-France, Gonesse, Bonneuil-en-France et Goussainville, sont programmés par le schéma directeur de la région Île-de-France (SDRIF), et accueillent des entreprises de haute technologie et des sociétés étrangères ou à vocation internationale. Le pôle économique projeté sur le "triangle de Gonesse", avec notamment le projet EuropaCity, situé entre les aéroports de Paris-Charles-de-Gaulle et de Paris-Le Bourget, représente environ 700 hectares.

## Culture
- Le festival théâtral du Val d'Oise.
- Le Furia Sound Festival, un festival de musique (entre 2005 et 2010).
- Le nombre de films tournés dans le Val d'Oise est particulièrement nombreux. On cite couramment le chiffre de 400 films tournés dans le Val d’Oise depuis 1950.
- L'Espace Michel Berger (EMB), à Sannois, est une salle de spectacle consacrée aux musiques actuelles.
- Le Cube Garges est un pôle d'innovation culturelle interdisciplinaire et numérique.
- Écouen avec le Musée national de la Renaissance notamment.
- CirquEvolution se déroule tous les ans d'octobre à mai autour d'une vingtaine de spectacles de cirque de création et d'actions culturelles en direction des habitants. Les villes participantes sont Arnouville, Bezons, Vauréal, Eaubonne, Fosses; Garges-lès-Gonesse, Goussainville, Gonesse, Jouy-le-Moutier, Marly-la-Ville, Saint-Ouen-l'Aumône, Villiers-le-Bel...

## Personnalités artistiques
- Boukary Gassama a vécu à Argenteuil après son départ du Mali.
- Vincent van Gogh a vécu et est décédé à Auvers-sur-Oise
- Camille Pissarro a vécu à Pontoise
- Jean Bullant a vécu et est décédé à Écouen. Célèbre architecte de la Renaissance, il a édifié les plans du Château d'Écouen et fut enterré dans l'église de la ville. Jean Bullant a également participé à la construction du Château de Chantilly, du Château de Saint-Maur, du Château de Chenonceau, du Palais des Tuileries et bien d'autres œuvres architecturales majeures de cette époque.
- Anis, chanteur originaire de Cergy
- Wanda Landowska, claveciniste et pianiste juive polonaise ayant vécu à Saint-Leu-la-Forêt
- Théophile Hingre, peintre, graveur, affichiste, illustrateur et sculpteur, né et mort à Écouen. Une salle d'exposition lui est consacrée au Manoir des Tourelles, dans le centre-ville.
- Les Ogres de Barback, groupe de musique, vécurent à Jouy-le-Moutier durant leur enfance et adolescence.
- Secteur Ä, groupe de Hip-hop composé entre autres de Stomy Bugsy, Passi, des duos Ärsenik et Neg'Marrons. Les membres du groupe sont issus de Garges-lès-Gonesse, Sarcelles et Villiers-le-Bel.
- Sniper - groupe de Rap originaire de Deuil-la-Barre
- Seth Gueko, rappeur originaire de Saint-Ouen-l'Aumône.
- Gringe, rappeur du duo des Casseurs Flowters, a grandi à Cergy-Pontoise[12]
- Yvonne Lefébure, pianiste - est née à Ermont.
- Georges Braque, peintre et sculpteur français, un des initiateurs du cubisme avec Pablo Picasso, est né à Argenteuil.
- Patrick Bruel, a vécu à Argenteuil quand il a débarqué d'Algérie en 1962.
- Gustave Caillebotte, peintre impressionniste français, a vécu et peint à Argenteuil.
- Ingrid Chauvin, comédienne française de télévision née à Argenteuil.
- Jean-Marie Le Sidaner, écrivain.
- Enrico Macias, a vécu à Argenteuil après son départ d'Algérie.
- Edouard Manet, peintre impressionniste français, a vécu et peint à Argenteuil.
- Philippe Méaille, collectionneur d'art contemporain est né à Enghien-les-bains.
- Paul Personne, musicien, qui est né à Argenteuil.
- The Ropestylers, équipe d'artistes spécialiste de double dutch, ayant grandi à Bezons
- Auguste Renoir, peintre impressionniste français, a vécu et peint à Argenteuil.
- Albert Robida (1848-1926), illustrateur, spécialisé dans les dessins d'anticipation.
- Rolandaël, dessinateur humoristique, né à Argenteuil.
- Sidney, musicien, animateur radio/télé, pionnier français du Hip-hop.
- Alfred Sisley, peintre impressionniste français, a vécu et peint à Argenteuil.
- Florent Mothe, musicien et chanteur de pop, rock, jazz, métal, né à Argenteuil en 1981.
- Paul Signac a travaillé à Sannois.
- Jeanne Marie Bourgeois (connue son nom de scène, Mistinguett), la plus célèbre des Enghiennoises, est née à Enghien-les-Bains le 3 avril 1875 au 5, rue du Chemin-de-Fer (actuellement rue Gaston-Israël) ; une plaque figure sur sa maison natale à proximité immédiate de la gare d'Enghien. Elle fut enterrée dans le caveau familial du cimetière nord de la ville.
- Ary Abittan, humoriste et acteur d'origine juive d'Afrique du Nord, né à Sarcelles et passa son enfance entre Sarcelles et Garges-lès-Gonesse.
- Les Twins (Larry et Laurent Bourgeois), danseurs et créateurs de mouvement urbain nés à Sarcelles.
- Élie Semoun, humoriste, acteur, écrivain, poète et chansonnier, vit à Enghien-les-Bains.
- Eugène Isabey, fils de Jean-Baptiste Isabey, peintre comme son père, vécut douze ans au bord du lac d'Enghien-les-Bains. Il fut surnommé « l'amiral du lac » car il naviguait sur une barque pourvue de quatre voiles.
- Horace Vernet, peintre, s'installa à Enghien-les-Bains avec sa fille en 1825.
- Maxim Saury, musicien, est né à Enghien-les-Bains.
- Tristan Bernard, écrivain, vécut à Enghien-les-Bains.
- Paul Siraudin, librettiste notamment de la Fille de Madame Angot, mourut à Enghien-les-Bains, le 8 décembre 1883.
- Georges Bordonove, écrivain et historien, est né à Enghien-les-Bains le 25 mai 1920.
- Christophe Willem, chanteur, est né à Enghien-les-Bains le 3 août 1983.
- Jean Gabin, acteur français ayant grandi à Mériel.
- Lorie, chanteuse et comédienne française, est née au Plessis-Bouchard.
- Carine Haddadou, chanteuse ayant participé à la Star Academy 1, qui habite à Vauréal.
- Antoine Daniel, vidéaste et streamer, réalisateur de l'émission What The Cut sur YouTube, né à Enghien-les-Bains et a vécu à Soisy-sous-Montmorency.
- Florent Amodio, patineur artistique champion d'Europe 2011, qui fait partie du club de Cergy-Pontoise.
- Maxime Chattam est né à Herblay.
- Charb de Charlie Hebdo a vécu à Pontoise.
- Narcisse, rappeur, y réside et y pratique des activités annexes.
- DJ Snake, disc jockey international, compositeur et producteur de musique électronique et de hip-hop, est originaire de Ermont.
- Yaman Okur, danseur et chorégraphe français d’origine turque, est originaire de Cergy.
- Maghla, streameuse, est originaire de Cergy et de Saint-Ouen l’Aumône.
- Beendo Z, rappeur, est originaire de Saint-Gratien[13].

### Environnement
En 2008, 571 440 tonnes de déchets ménagers et assimilés ont été collectées dans le Val-d'Oise, soit 490 kg/hab.

## Tourisme

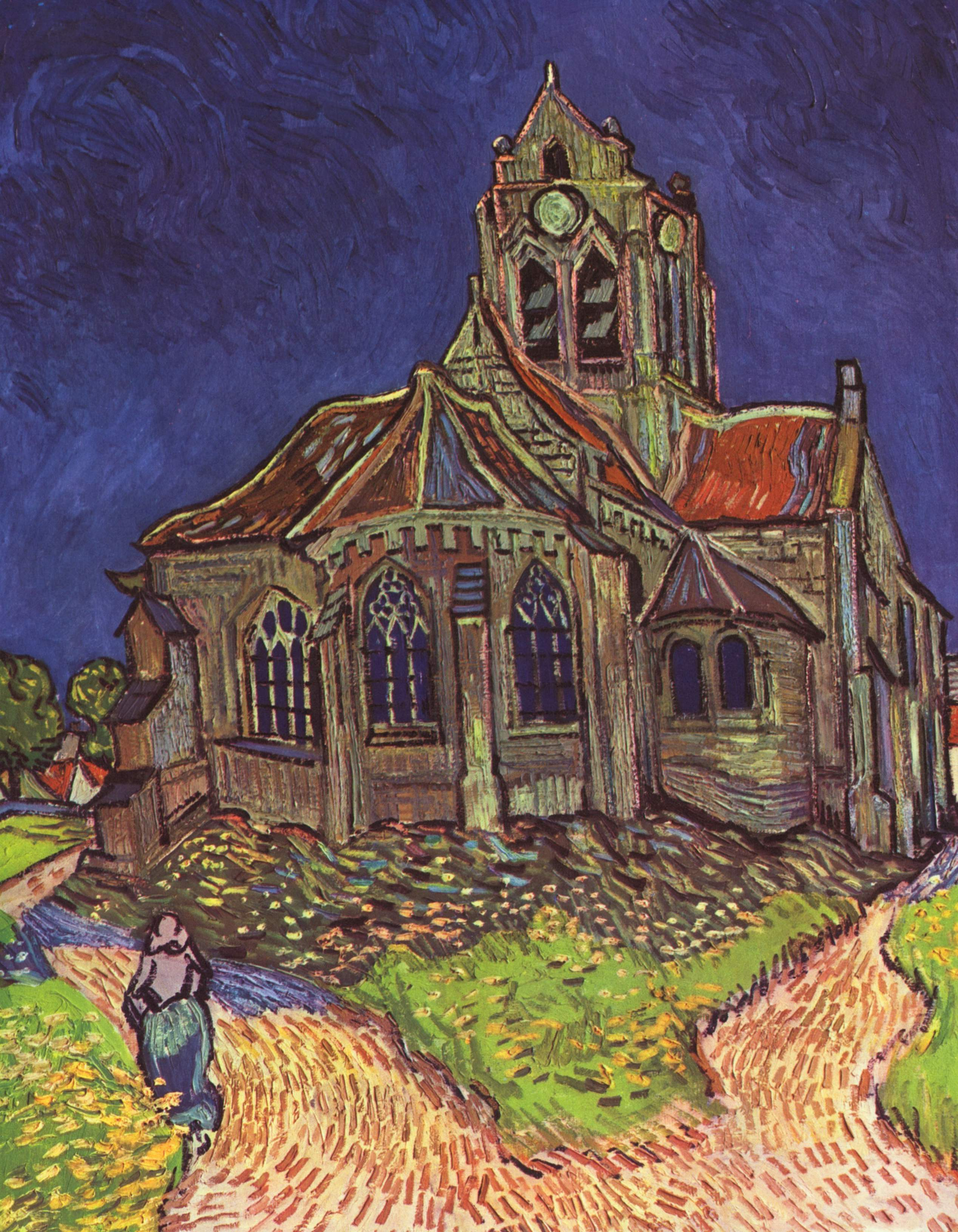
L'Église d'Auvers-sur-Oise, par Vincent van Gogh, 1890, huile sur toile, musée d'Orsay.

Le département possède un riche patrimoine historique et architectural classé, mais ne se situe pas sur les grands axes touristiques français. Il est probablement éclipsé par le rayonnement exceptionnel de la capitale. Le Val-d'Oise possède deux parc naturels régionaux qui contribuent à préserver la majeure partie du département : le parc naturel régional du Vexin français et le parc naturel régional Oise-Pays de France.
Le Vexin français, une des régions rurales les mieux conservées à proximité de Paris, constitue la zone la plus attractive pour le tourisme : Auvers-sur-Oise, le village des peintres, est devenu le pôle principal du département avec une importante clientèle internationale, et une importante politique de développement qui a en partie porté ses fruits. Également dans le Vexin, le château de La Roche-Guyon constitue un autre pôle touristique, aux confins de la Normandie et de l'Île-de-France.
À l'est, l'abbaye de Royaumont, fondée par Saint-Louis au XIIIe siècle, est le second monument le plus visité après le château d'Auvers. Au sud, le château d'Écouen qui abrite le très riche musée national de la Renaissance souffre d'un relatif enclavement et n'attire qu'un nombre restreint de visiteurs comparativement aux autres musées nationaux de la région : il se place cependant en troisième position des sites les plus visités du Val-d'Oise. La comptabilisation des visites ne concerne que le Musée, néanmoins la commune d'Écouen compte d'autres monuments nationaux très visités, comme l'église Saint-Acceul, faisant de la ville un important pole touristique. Plusieurs autres musées et monuments se situent dans le département : on peut citer le musée archéologique départemental du Val-d'Oise à Guiry-en-Vexin, le Musée de la moisson à Sagy (Val-d'Oise), le musée Jean-Jacques-Rousseau et la collégiale à Montmorency , le château d'Ambleville , le Domaine de Villarceaux ou encore l'abbaye de Maubuisson à Saint-Ouen-l'Aumône parmi les plus célèbres.

### Résidences secondaires
Selon le recensement général de la population du 1er janvier 2008, 1,1 % des logements disponibles dans le département étaient des résidences secondaires.
Ce tableau indique les principales communes du Val-d'Oise dont les résidences secondaires et occasionnelles dépassent 10 % des logements totaux.
| Commune           | Population SDC | Nombre de logements | Résidences secondaires | % résidences secondaires |
| ----------------- | -------------- | ------------------- | ---------------------- | ------------------------ |
| Vienne-en-Arthies | 401            | 221                 | 50                     | 22,56 %                  |
| Vétheuil          | 878            | 496                 | 87                     | 17,61 %                  |
| Nesles-la-Vallée  | 1 833          | 817                 | 82                     | 10,02 %                  |

Sources :
- Source INSEE, chiffres au 01/01/2008.

## Politique

### Récapitulatif de résultats électoraux récents
| Scrutin              | 1er tour | 1er tour | 1er tour | 1er tour | 1er tour | 1er tour | 1er tour | 1er tour | 1er tour | 1er tour | 1er tour  | 1er tour | 2d tour     | 2d tour     | 2d tour     | 2d tour     | 2d tour     | 2d tour     | 2d tour     | 2d tour     | 2d tour     | 2d tour     | 2d tour     | 2d tour     |
| Scrutin              | 1er      | 1er      | %        | 2e       | 2e       | %        | 3e       | 3e       | %        | 4e       | 4e        | %        | 1er         | 1er         | %           | 2e          | 2e          | %           | 3e          | 3e          | %           | 4e          | 4e          | %           |
| -------------------- | -------- | -------- | -------- | -------- | -------- | -------- | -------- | -------- | -------- | -------- | --------- | -------- | ----------- | ----------- | ----------- | ----------- | ----------- | ----------- | ----------- | ----------- | ----------- | ----------- | ----------- | ----------- |
| Présidentielle 2012  |          | PS       | 32,41    |          | UMP      | 26,25    |          | FN       | 15,60    |          | FG        | 11,95    |             | PS          | 53,91       |             | UMP         | 46,09       | Pas de 3e   | Pas de 3e   | Pas de 3e   | Pas de 4e   | Pas de 4e   | Pas de 4e   |
| Européennes 2014     |          | FN       | 23,90    |          | UMP      | 21,01    |          | PS       | 13,35    |          | UDI-MODEM | 10,08    | Tour unique | Tour unique | Tour unique | Tour unique | Tour unique | Tour unique | Tour unique | Tour unique | Tour unique | Tour unique | Tour unique | Tour unique |
| Régionales 2015      |          | UCD      | 26,61    |          | FN       | 25,07    |          | PS       | 23,88    |          | EELV      | 7,10     |             | UCD         | 40,37       |             | PS          | 40,26       |             | FN          | 19,37       | Pas de 4e   | Pas de 4e   | Pas de 4e   |
| Présidentielles 2017 |          | EM       | 25,31    |          | LFI      | 23,96    |          | LR       | 18,45    |          | FN        | 17,18    |             | EM          | 72,53       |             | FN          | 27,47       | Pas de 3e   | Pas de 3e   | Pas de 3e   | Pas de 4e   | Pas de 4e   | Pas de 4e   |
| Européennes 2019     |          | LREM     | 22,86    |          | RN       | 19,53    |          | EELV     | 13,75    |          | LR        | 7,75     | Tour unique | Tour unique | Tour unique | Tour unique | Tour unique | Tour unique | Tour unique | Tour unique | Tour unique | Tour unique | Tour unique | Tour unique |
| Régionales 2021      |          | LR       | 35,25    |          | RN       | 17,49    |          | EELV     | 10,08    |          | LREM      | 9,96     |             | LR          | 44,90       |             | UGE         | 30,64       |             | RN          | 15,58       |             | LREM        | 8,88        |
| Présidentielle 2022  |          | LFI      | 33,17    |          | LREM     | 26,09    |          | RN       | 17,20    |          | REC       | 7,09     |             | LREM        | 66,15       |             | RN          | 33,85       | Pas de 3e   | Pas de 3e   | Pas de 3e   | Pas de 4e   | Pas de 4e   | Pas de 4e   |
| Européennes 2024     |          | RN       | 25,51    |          | LFI      | 22,94    |          | RE       | 12,59    |          | PS        | 11,77    | Tour unique | Tour unique | Tour unique | Tour unique | Tour unique | Tour unique | Tour unique | Tour unique | Tour unique | Tour unique | Tour unique | Tour unique |

## Personnalités politiques
- François Pupponi : député du Val-d'Oise (8e circonscription) et maire de Sarcelles ;
- Marie-Christine Cavecchi, présidente du conseil départemental du Val-d'Oise
- Arnaud Bazin, président du conseil départemental du Val-d'Oise de 2011 à 2017
- Naïma Moutchou, députée du Val-d'Oise (4e circonscription)
- Philippe Doucet, député du Val-d'Oise (5e circonscription), ancien maire d'Argenteuil ;
- Didier Arnal, président du conseil général de 2008 à 2011 (canton de Sarcelles-Sud-Ouest) ;
- François Scellier : député du Val-d'Oise (6e circonscription) et conseiller général ;
- Georges Mothron : ancien député du Val-d'Oise (5e circonscription), maire d'Argenteuil, vice-président du conseil général ;
- Philippe Houillon : ancien député du Val-d'Oise (1re circonscription) et ancien maire de Pontoise ;
- Hugues Portelli : sénateur du Val-d'Oise, maire d'Ermont ;
- Lucienne Malovry : sénateur du Val-d'Oise, ancien maire de Cormeilles-en-Parisis ;
- Dominique Strauss-Kahn : ancien député du Val-d'Oise (8e circonscription) et adjoint au maire de Sarcelles ; ancien ministre de l'économie et des finances du gouvernement de Lionel Jospin, il quitte ses fonctions électives en 2007 pour prendre la direction du Fonds monétaire international, il quitte son poste en 2011 à la suite d'un scandale sexuel ;
- Alain Richard : Sénateur-maire de Saint-Ouen-l'Aumône et ancien ministre de la défense de 1997 à 2002 (Gouvernement de Lionel Jospin) ;
- Bernard Angels : Maire d'Écouen depuis 1977 et Sénateur du Val-d'Oise, ancien Vice-président du Sénat et ancien député.
- Axel Poniatowski : député du Val-d'Oise (2e circonscription) maire de L'Isle-Adam et ancien président de la commission des affaires étrangères à l'Assemblée nationale ;
- Jérôme Chartier : député du Val-d'Oise (7e circonscription) et maire de Domont ;
- Robert Hue : sénateur du Val-d'Oise, ancien maire de Montigny-les-Cormeilles.
- Yanick Paternotte : ancien député du Val-d'Oise (9e circonscription) et ancien maire de Sannois ;
- Gérard Sebaoun : député du Val-d'Oise (4 ecirconscription) ;
- Jean Bardet : député du Val-d'Oise (3 ecirconscription) ;
- Dominique Gillot : ancienne maire d'Éragny-sur-Oise et ancienne secrétaire d'État aux personnes âgées et aux personnes handicapées (Gouvernement de Lionel Jospin) ;
- Rachid Temal : sénateur du Val-d'Oise, conseiller régional d'Île-de-France, secrétaire national du Parti Socialiste ;
- Stéphanie von Euw : maire de Pontoise, vice-présidente d'Île-de-France Conseil Régional Emploi, formation et apprentissage

## Médias
- Val d'Oise matin, l'édition départementale du quotidien Le Parisien.
- La Gazette du Val-d'Oise, titre de presse hebdomadaire régionale (informations départementales, agglomération de Cergy-Pontoise, Vallée de l'Oise, Parisis). Un exemplaire gratuit est également distribué chaque vendredi, Côté Val-d'Oise. Le titre appartient au groupe Publihebdos.
- L'Écho-Le Régional, titre de presse hebdomadaire régionale (Vallée de l'Oise, Vallée de Montmorency, Plaine de France, Val et forêt, agglomération d'Argenteuil-Bezons). Le journal fait partie du groupe Publihebdos depuis 2008.
- Val d'Oise, Le mag, mensuel du Conseil général du Val d'Oise.
- VOtv, et son site Internet VOnews, chaîne de télévision du département. Elle est diffusée sur la chaîne locale viàGrandParis (ex-Télif), qui regroupe plusieurs chaînes d'Île-de-France.
- IdFM Radio Enghien, station de radio généraliste basée à Enghien-les-Bains (98.0 FM).
- RGB99.2, station de radio généraliste basée à Cergy (99.2 FM). Née en 1982 de la fusion de deux radios associatives : Radio Ginglet et Radio La Boucle qui a donné : Radio Ginglet La Boucle (RGB).
- Reve FM (Radio Essec Voix Étudiante), station de radio de l'École supérieure des sciences économiques et commerciales (ESSEC), située à Cergy.
- Actu95.net, pureplayer d'informations locales implanté à Vauréal à Cergy-Pontoise.
- https://les3villessoeurs.com/, journal numérique, créé en 2016, de Beaumont-sur-Oise, Persan et Chambly, commune de l'Oise, et alentours.

## Sports

### Clubs sportifs notoires
- CSG Club Sportif de Glace, où le Patinage artistique est représenté par le Champion d'Europe 2011 Florent Amodio.
- L'AS Pontoise-Cergy TT, club de tennis de table basé à Pontoise, évoluant en Pro A.
- L'Entente SSG (ESSG), club de football commun aux villes de Sannois et de Saint-Gratien , qui évolue en National 3.
- L'AS Saint-Ouen-l'Aumône (ASSOA), club de football fondé en 1946, évoluant en National 3.
- Le FC Saint-Leu 95, anciennement Saint-Denis Saint Leu FC, club de football fondé en 1912 à Saint-Leu-la-Forêt , qui évolue en Régional 1 (6e Division).
- L'Entente Franconville Césame Val-d'Oise (EFCVO), est un club d'athlétisme qui évolue en Élite (première division). Il regroupe dix communes : Andilly, Deuil-la-Barre, Eaubonne, Enghien-les-Bains, Franconville, Margency, Montmorency, Saint-Gratien, Sannois et Soisy-sous-Montmorency.
- Les Cougars de Saint-Ouen-l'Aumône sont un club français de football américain basé à Saint-Ouen-l'Aumône. Le club évolue en D1.
- Les Jokers de Cergy, club français de hockey sur glace et de roller in line hockey. La section masculine en glace évolue cette saison au premier niveau national (Ligue Magnus), tout comme la section féminine.
- Les Chiefs de Garges, ou Entente Deuil-Garges, club de hockey sur glace basé à Garges-lès-Gonesse, évoluant au deuxième niveau national (D1).
- Le Taverny Sports nautiques 95 est un club français de water-polo basé a Taverny, qui évolue en D1 et qui a été champion de France.
- Le Cercle épéiste de Saint-Gratien dont est issu un champion olympique et champion mondial qui compte le 3e plus grand épéiste du monde.
- Le Stade domontois rugby club est un club de rugby à XV francilien, basé à Domont, qui évolue en Fédérale 3.

### Sportifs célèbres
- Stéphane Diagana, athlète français recordman d'Europe du 400 m haies, était licencié à l'Entente Athlétique Franconville-Le-Plessis-Bouchard (actuel Entente Franconville Cesame Val d'Oise EFCVO).
- Louis Saha, avant-centre du club anglais Everton Football Club. Il a fait ses débuts au FC Soisy Andilly Margency.
- Sébastien Bassong Nguena, défenseur central du club anglais Tottenham Hotspur et international du Cameroun. Débuts à l'ASM Enghien Deuil, aujourd'hui FC Deuil Enghien.
- Philippe Boisse, double médaillé d'or aux Jeux olympiques (1980-1984), médaillé d'argent par équipe en 1984, triple médaillé d'or aux championnats du monde (1982-1983-1984).
- Myriam Soumaré, sprinteuse, quintuple médaillée aux championnats d'Europe d'athlétisme (à Barcelone en 2010 : or sur 200 m, argent sur 4 × 100 m et bronze sur 100 m ; à Helsinki en 2012 : bronze sur 200 m ; à Göteborg en 2013 : bronze sur 60 m). Elle évolue au AA Pays de France Athlé 95.
- Adrian Mannarino, joueur de tennis français, ancien numéro 22 au classement ATP est né à Soisy-sous-Montmorency et a été membre des clubs de tennis d'Eaubonne et de Sarcelles.
- Riyad Mahrez, milieu de terrain évoluant à Manchester City, en Angleterre, depuis 2018. International algérien, il a été nommé meilleur joueur de Barclays Premier League en 2016, est né à Sarcelles et a commencé à l'AAS Sarcelles.
- Presnel Kimpembe, défenseur du Paris Saint-Germain né à Beaumont-sur-Oise a vécu à Éragny
- Dika Mem, handballeur professionnel jouant au FC Barcelone et champion du monde avec l'Equipe de France en 2017 a grandi à Eaubonne, et fait ses débuts dans le handball au CSM Eaubonne

## Cultes
- Pour l'Église catholique : le diocèse de Pontoise.
- Grande Mosquée de Villiers-le-Bel.